# Tripalio

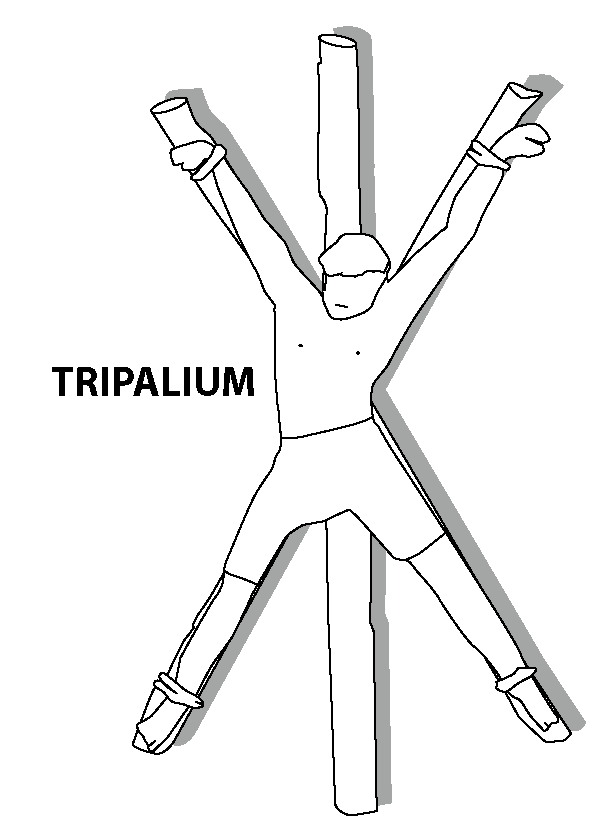
Posible apariencia del tripalio

El Tripalio o tripalium (derivado de las raíces latinas, " tri-/tres " y " pālus " – literalmente, "tres estacas") es un término latino que se cree que designa un instrumento de tortura que consta de "tres estacas" (según su significado literal). ), y comúnmente se cree que es la fuente de varias palabras modernas comunes, incluidas travail (francés), trabajo (español), travaglio (italiano), trabalho (portugués), traballo (gallego),treball (catalán), trabayu (asturianu), trivalliu (logudorés sardo), travagghiu (siciliano), traballu (campidanés sardo) y travel, travail (inglés). Con la excepción de la palabra inglesa y la palabra italiana, todas significan "trabajo". Esta teoría ha sido cuestionada.

## Historia
El uso original del tripalio aún no está claro. Su significado se infiere principalmente de las interpretaciones de "tres estacas". Las primeras referencias de la antigua época romana utilizan el término para describir una estructura de madera diseñada para inmovilizar de forma segura un gran "animal ardiente" (caballo, buey, vaca) durante el examen o el cuidado. En In Verrem ("Contra Verres") de Cicerón , en 70 a. C., y en un texto posterior de 582 d. C., el Concilio de Auxerre, tripalio se utiliza en el contexto de prohibir a los clérigos asistir en sesiones de tortura, y se describe como instrumento de tres estacas utilizado para castigar únicamente a los esclavos. El sujeto estaría atado al tripalio y torturado (es decir, quemado).[cita requerida]
Los registros históricos sobre la tortura en el antiguo imperio romano dan muchos casos famosos en los que se aplicó y discusiones sobre su legalidad, pero rara vez indican los medios de tortura y no hacen referencias al empalamiento.
La transición del tripalio a la palabra técnica francesa travail se produjo en el siglo XIII. Travail todavía se utiliza en Francia para describir una estructura de madera utilizada por los herradores para el cuidado de los caballos. Con la evolución del idioma francés, Tripalio podría haberse diversificado potencialmente en las siguientes variantes: "traveil"; "traval"; o "traveaul". Además, en la Edad Media, tripalio describía una estructura formada por un entramado de vigas de madera llamada Trabicula, o una viga individual en la estructura. Estas trabículas son la fuente directa de la arquitectura exclusiva de la ciudad de Lyon, llamadas Traboules, estructuras transversales para acceder a los apartamentos.